# Kiril Tersiew
Kiril Stojtschew Tersiew (auch Kiril Terziev geschrieben, bulgarisch Кирил Стойчев Терзиев; * 1. September 1983 in Petritsch) ist ein bulgarischer Ringer. Er gewann eine Bronzemedaille bei den Olympischen Spielen 2008 im freien Stil im Weltergewicht.

## Werdegang
Kiril Tersiew begann als Jugendlicher 1995 mit dem Ringen. Er erwählte dabei den freien Stil. Er gehörte bisher folgenden Vereinen an: Loreal Petrich, Slava-Litex, Levski, Yunak-Lokomotiv Rouse und Chernomurez-SV-Borba Burgas. Trainiert wurde bzw. wird er von Wentislaw Polizojew, Walentin Angelow, Petar Kassabow und Simeon Schterew. Z.Zt. ist das Ringen auch sein Beruf. Er ist auch in der deutschen Ringerszene gut bekannt, denn seit mehreren Jahren rang bzw. ringt er für den VfK Schifferstadt bzw. den KSV Aalen in der deutschen Bundesliga.
In Bulgarien war Kiril Tersiew schon ein sehr erfolgreicher Juniorenringer. Im Jahre 2004 wurde er erstmals auch bei einer internationalen Meisterschaft der Senioren eingesetzt. Er belegte dabei bei der Europameisterschaft in Ankara im freien Stil im Weltergewicht den 13. Platz, nachdem er gegen Rowshan Gadziew aus Aserbaidschan und Machatsch Murtasalijew aus Russland Niederlagen einstecken musste.
In den nächsten Jahren konnte sich Kiril Tersiew in Bulgarien nicht mehr ganz an der Spitze behaupten. Vor allem Serafim Barzakow und Nikolai Paslar liefen ihm dort in seiner Gewichtsklasse den Rang ab. Bei der bulgarischen Meisterschaft 2008 konnte er Paslar aber im Finale besiegen und vor diesem und vor Iwan Deliverski bulgarischer Meister werden. Er wurde daraufhin auch bei der Europameisterschaft in Tampere eingesetzt, kam dort aber nach einem Punktsieg über Heris Tajic, Bosnien und Herzegowina und nach einer Niederlage gegen Suren Markosjan aus Armenien nicht über den 13. Platz hinaus.
Beim Olympia-Qualifikations-Turnier in Martigny/Schweiz erkämpfte er sich aber mit einem 3. Platz hinter Soslan Tigijew aus Usbekistan und Ashgar Ali Bazrighaleb aus dem Iran die Fahrkarte zu den Olympischen Spielen in Peking. In Peking schlug er Massoud Moustafa Jokar aus dem Iran und Arsen Gitinow aus Kirgisistan, unterlag aber im Halbfinale gegen Buwaisar Saitijew aus Russland. Im Kampf um eine der beiden Bronzemedaillen blieb er aber in einem griffereichen Kampf mit 11:8 techn. Punkten und 2:0 Runden über Iván Fundora aus Kuba siegreich.
2009 wurde Kiril Tersiew wieder bulgarischer Meister im Weltergewicht vor Iwan Deliverski und Teodor Stojew und startete Kiril auch wieder bei der Europameisterschaft in Vilnius. Im Weltergewicht gelang es ihm dabei nach Siegen über Marco Riesen, Schweiz u. Alexander Burca, Moldawien und einer Niederlage im Halbfinale gegen Tschamsulwara Tschamsulwarajew, Aserbaidschan auch den Kampf um die Bronzemedaille gegen Andriy Shyyka aus Deutschland zu gewinnen. Bei der Weltmeisterschaft des Jahres 2009 in Herning/Dänemark gelangen ihm Siege über Kazuyuki Nagashima aus Japan und Suren Markosjan. Eine Niederlage im Viertelfinale gegen Ramesh Kumar aus Indien warf ihn jedoch aus dem Rennen, weil Kumar anschließend das Finale nicht erreichte. Er belegte damit den 8. Platz.
Ab der Saison 2009/2010 wird er für das Team Olympia Schiltigheim aus Straßburg im Einsatz sein.

## Internationale Erfolge
| Jahr | Platz  | Wettbewerb                                              | Gewichtsklasse | |
| 2002 | 1.     | "Petko Sirakow-Iwan Iliew"-Turnier (Junioren) in Plewen | Bantam         | vor Liviu Daniluc, Rumänien u. Serkan Alkant, Türkei |
| 2003 | 2.     | "Petko Sirakow-Iwan Iliew"-Turnier (Junioren) in Plewen | Leicht         | hinter Michail Ganew, Bulgarien, vor Miko Todorow, Bulgarien |
| 2004 | 13.    | EM in Ankara                                            | Leicht         | nach Niederlagen gegen Rowshan Gadziew, Aserbaidschan und Machatsch Murtasalijew, Russland                                                                                              |
| 2005 | 2.     | Intern. Turnier in Mazedonien                           | Welter         | hinter Wadim Gigolajew, Frankreich, vor Atanasow, Mazedonien |
| 2008 | 1.     | "Dan-Kolow"-Turnier in Sofia                            | Welter         | vor Krystian Brzozowski, Polen u. Iwan Deliverski, Bulgarien |
| 2008 | 13.    | EM in Tampere                                           | Welter         | mit einem Sieg über Haris Tajic, Bosnien und Herzegowina u. einer Niederlage gegen Suren Markosjan, Armenien                                                                            |
| 2008 | 3.     | Olympia-Qualif.-Turnier in Martigny/Schweiz             | Welter         | hinter Soslan Tigijew, Usbekistan u. Ashgar Ali Bazrighaleb, Iran |
| 2008 | Bronze | OS in Peking                                            | Welter         | mit Siegen über Massoud Moustafa Jokar, Iran u. Arsen Gitinow, Kirgisistan, einer Niederlage gegen Buwaisar Saitijew, Russland u. einem Sieg über Iwan Fundora Saldivar, Kuba           |
| 2009 | 3.     | EM in Vilnius                                           | Welter         | mit Siegen über Marco Riesen, Schweiz u. Alexander Burca, Moldawien, einer Niederlage gegen Tschamsulwara Tschamsulwarajew, Aserbaidschan u. einem Sieg über Andriy Shyyka, Deutschland |
| 2009 | 8.     | WM in Herning                                           | Welter         | mit Siegen über Kazuyuki Nagashima, Japan u. Suren Markosjan u. einer Niederlage gegen Rames Kumar, Indien                                                                              |

Anm.: alle Wettkämpfe im freien Stil, OS = Olympische Spiele, WM = Weltmeisterschaft, EM = Europameisterschaft, Leichtgewicht, bis 66 kg, Weltergewicht, bis 74 kg Körpergewicht